# Fritz Schnitzler (Maler)

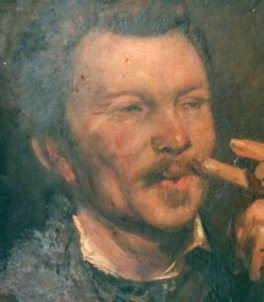
Fritz Schnitzler, gemalt von Eduard Kaempffer

Friedrich „Fritz“ Schnitzler (* 11. Februar 1851 in Tönisheide bei Velbert, Kreis Elberfeld; † 26. Mai 1920 ebenda) war ein deutscher Genremaler und Illustrator der Düsseldorfer Malerschule.

## Leben
Nach dem Schulbesuch erlernte Schnitzler wie sein Vater und Großvater das Schmiedehandwerk. Er übte diesen Beruf zunächst auch aus und brachte sich in seiner Freizeit autodidaktisch Malen und Zeichnen bei. 1875 kam Schnitzler nach Düsseldorf, um an der Kunstakademie Düsseldorf zu studieren; in zahlreichen Galeriekatalogen heißt es jedoch, Schnitzler habe sich erst im Alter von 34 Jahren nach Begegnungen mit Theodor Mintrop und Adolph von Menzel für die Malerei entschieden. Ab 1875 durchlief Schnitzler an der Düsseldorfer Akademie die Klassen von Andreas Müller, Heinrich Lauenstein, Karl Müller und Peter Janssen dem Älteren. 1883 bis 1885 war Schnitzler Meisterschüler von Wilhelm Sohn. Angeregt durch den Genremaler Ludwig Knaus zog er für eine Weile in die Willingshäuser Malerkolonie. Seine zumeist idyllischen Genredarstellungen aus dem bäuerlichen und kleinbürgerlichen Leben zeigte er auf Ausstellungen in Berlin, Dresden, Düsseldorf, München und Wien. Schnitzler gehörte dem Künstlerverein Malkasten von 1857 bis zu seinem Tode an.

## Das Schafbad

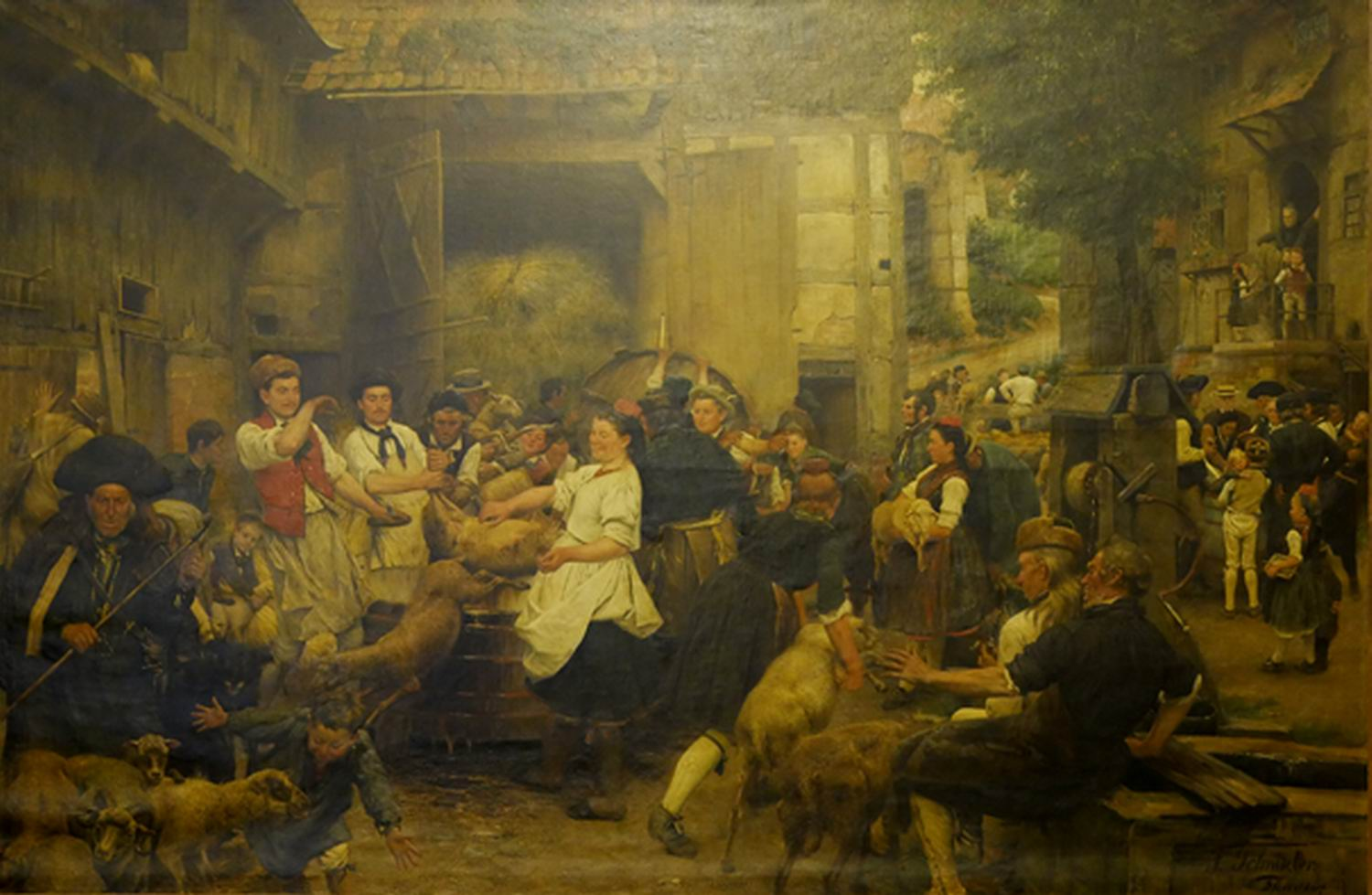
Das Schafbad

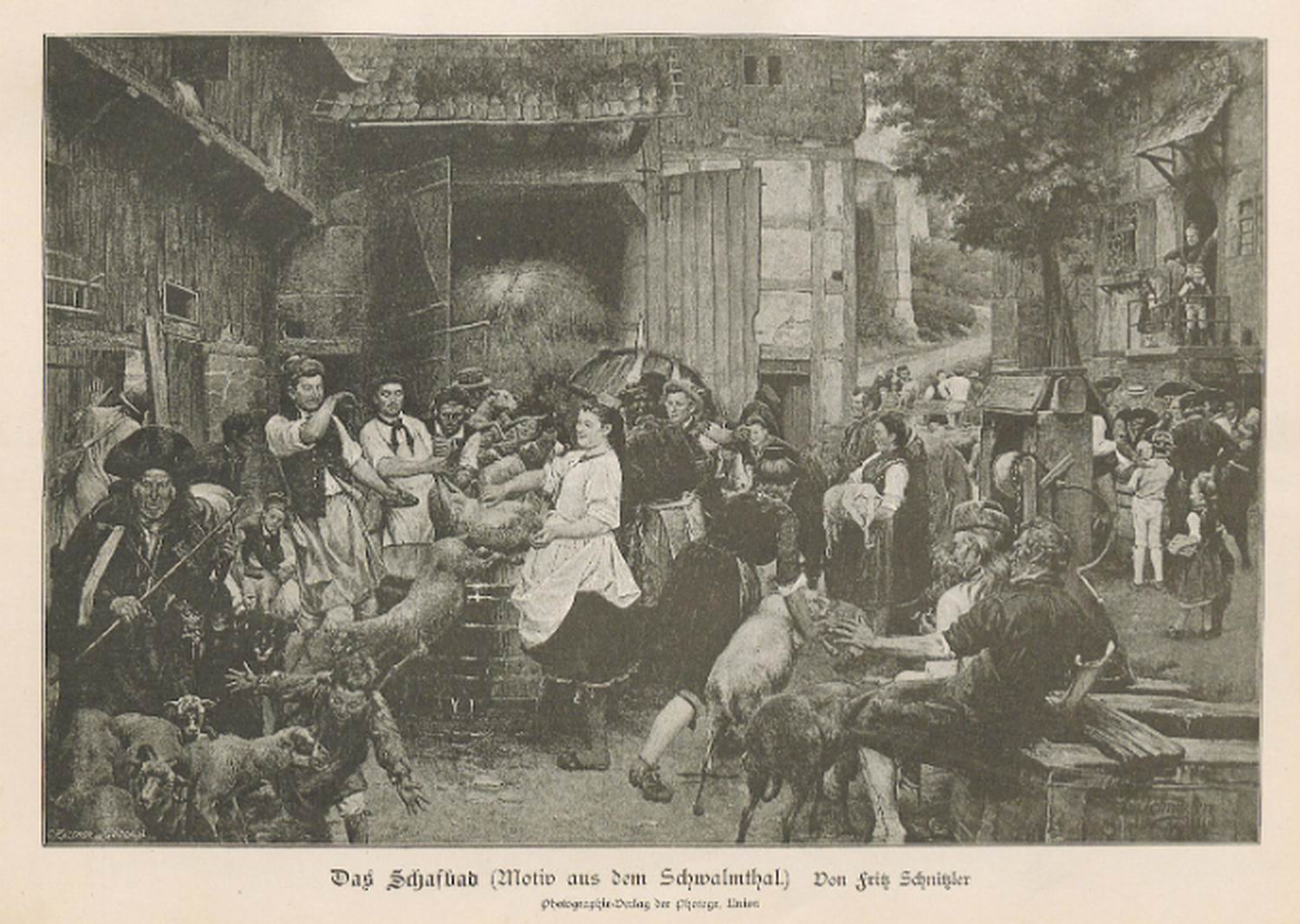
Das Schafbad (Stahlstich)

Ein Hauptwerk Schnitzlers ist das monumentale Schafbad. Das ca. 180 × 280 cm große Ölgemälde entstand 1884/86 und zeigt eine nordhessische Dorfszene. Auf einem Dorfplatz stehen zumeist in Schwälmer Tracht gekleidete Bewohner aller Altersgruppen, um ihre Schafe vor der Schur in einem Zuber baden zu lassen. Das Geschehen wird von zahlreichen Personen beobachtet. Die Szenerie erinnert an ein Dorffest und steht in der Tradition der Genremalerei seines Vorbildes Ludwig Knaus (Der Taschenspieler in der Scheune, 1862). Ein alter Mann spielt die Fiedel. Zwei Männer schauen dem Spektakel vom Dorfbrunnen aus zu. Etwas abseits steht eine größere Gruppe von Kindern, Jugendlichen und Erwachsenen. Die zentrale Person dieser Gruppe ist ein dem Betrachter zugewandter schnauzbärtiger Mann im braunen Anzug mit hellem Strohhut. In ihm hat sich der Maler selbst dargestellt.
Von dem Gemälde existiert ein 29,2 × 44,3 cm großer Stahlstich, der in der Platte unten rechts signiert und datiert ist: F. Schnitzler Df. 1886. Der Stich ist die Illustration einer Rezension des Gemäldes, die am 1. März 1887 in der Zeitschrift Kunst für Alle erschien.
Schnitzler stellte sein vielleicht bedeutendstes Bild 1889 in der Königlichen Akademie der bildenden Künste in Dresden und 1893 auf der Weltausstellung in Chicago aus.
Während gelegentlich Exemplare des Stahlstichs auftauchen, galt das Original jahrzehntelang als verschollen, weil es sich seit den 1920er Jahren im Besitz einer Familie befindet und weder öffentlich ausgestellt noch auf dem Kunstmarkt angeboten wird.

## Weitere Werke

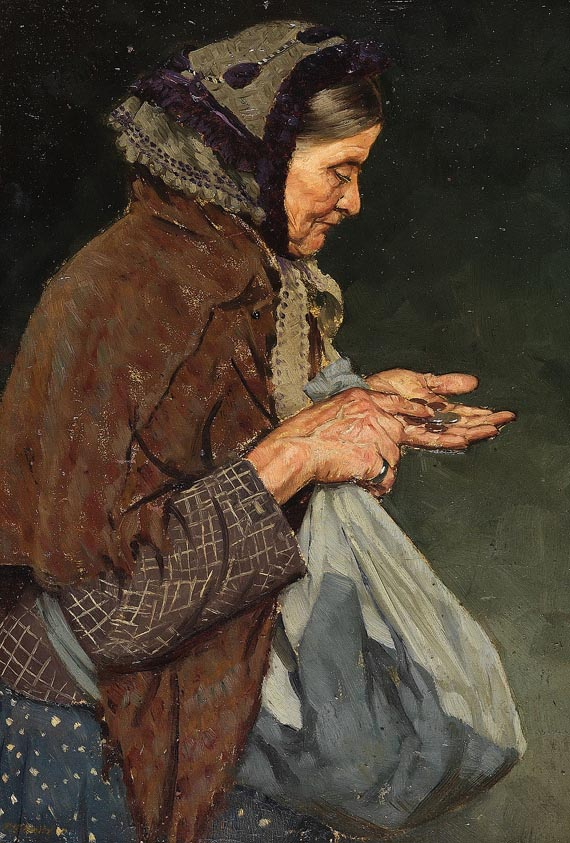
Alte Frau, Münzen zählend, 1900

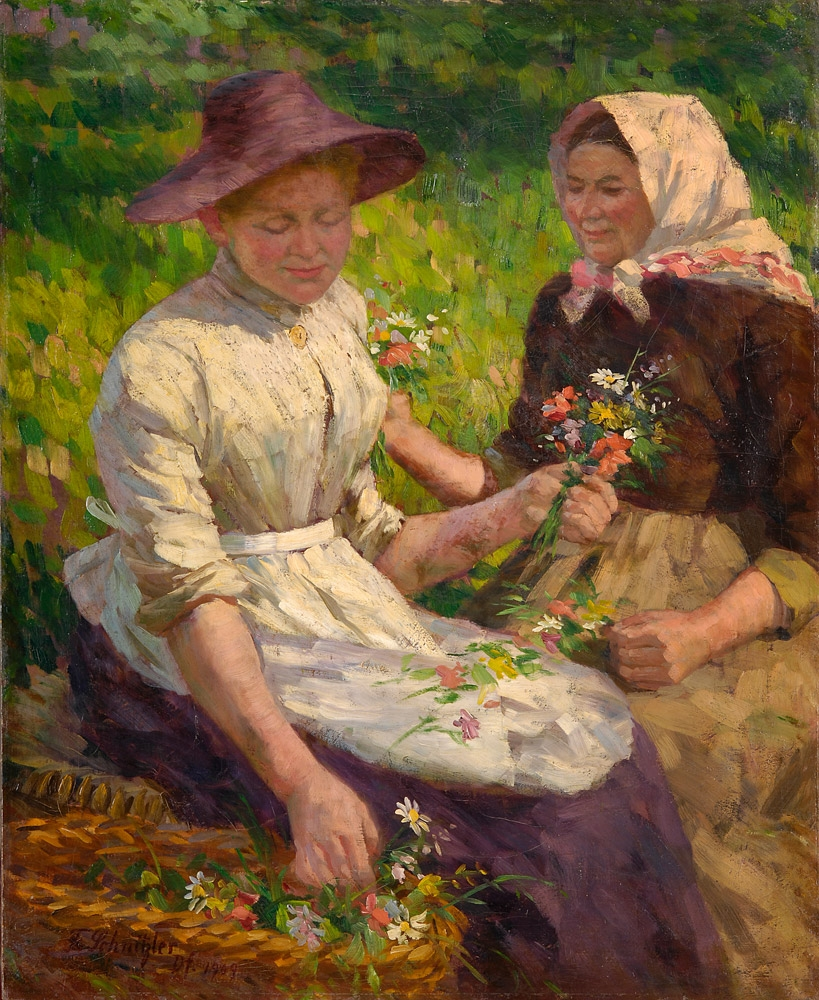
Frühlingsboten, 1909

Obwohl Schnitzler zu den bekannten und beliebten Vertretern der Düsseldorfer Malerschule gehört,
wurden über ihn bis heute weder eine Biografie noch ein Werkverzeichnis veröffentlicht. Die Titel seiner Bilder vermitteln ein wenig die „gute alte Zeit“. Hierzu eine kleine Auswahl:
- Vor dem Hutladen, 1890
- Kritische Kundschaft, 1891
- Im Trödelladen, 1894
- Der Maifischmarkt in Düsseldorf, undatiert
- Gemütliches Plätzchen, undatiert
- Beim Federn rupfen, 1900
- Alte Frau, Münzen zählend, um 1900
- Das Kälbchen im Gemüsebeet, 1904
- Frühlingsboten, 1909
- Das Preislamm, 1911
- An der Wiege, undatiert
- Buntes Marktreiben, undatiert
- Kinder beim Blinde-Kuh-Spielen, undatiert
- Schlafender Schwälmer, undatiert
- Vor dem Ziegenstall, undatiert